# Oficina Federal de Investigación de Accidentes de Aviación de Alemania
La Bundesstelle für Flugunfalluntersuchung (BFU; "Oficina Federal Alemana para la Investigación de Accidentes Aéreos") es una agencia del gobierno alemán que investiga accidentes aéreos. Tiene su sede en Brunswick, Baja Sajonia. Es una filial del Ministerio Federal de Transporte e Infraestructura Digital.

## Historia
De conformidad con el artículo 26 del Convenio sobre Aviación Civil Internacional (“Convenio de Chicago” de 1944), cualquier estado en cuyo territorio haya ocurrido un accidente de aviación debe realizar una investigación sobre las circunstancias del accidente. Los países en los que las aeronaves en cuestión fueron diseñadas, construidas, certificadas o registradas pueden participar en la investigación. El único propósito de estas investigaciones es prevenir accidentes de aviación y así mejorar la seguridad del vuelo. Los detalles sobre el procedimiento para tal investigación se establecen en el Anexo 13 del acuerdo.
Inicialmente, las investigaciones de accidentes de aviación las realizaba a menudo la autoridad supervisora . Sin embargo, dado que una autoridad de control puede estar involucrada en la ocurrencia de un accidente de aviación al emitir regulaciones inapropiadas o al no cumplir con sus funciones, aquí tiene sentido una separación de poderes. Por lo tanto, la Organización de Aviación Civil Internacional (OACI) recomendó en la década de 1950 que los accidentes aéreos fueran investigados por organismos independientes.
Con el fin de incorporar la Directiva 94/56 / CE a la legislación alemana, el 26 de agosto de 1998 se promulgó la Ley de investigación de accidentes de aviación (FlUUG) y entró en vigor el 1 de septiembre de 1998. Reemplazó el reglamento administrativo general previamente válido para la investigación técnica de accidentes de aviación en la operación de aeronaves .
Al mismo tiempo que entró en vigor la FlUUG, la BFU se estableció como una autoridad federal superior independiente directamente subordinada al Ministerio Federal de Transporte e Infraestructura Digital (BMVI) . Las investigaciones de accidentes de aviación eran anteriormente tarea del Departamento de Investigación de Accidentes de Aeronaves (FUS) de la Oficina Federal de Aviación .